# Josette Baujot
Josette Baujot (17. avgust 1920 – 13. avgust 2009) je bila belgijska umetnica in koloristka. Najpogosteje je povezana z belgijskim striparjem Hergéjem (Georges Remi) in njegovo serijo Tintin in njegove pustolovščine.

## Zgodnje življenje
Rodila se je kot Josette Marie Louise Nondonfaz v Spaju v Belgiji. Tam je študirala risanje in portretiranje na Akademiji za likovno umetnost v Liègeu. Leta 1944 se je poročila z Josephom Baujotom, s katerim se je preselila v Argentino. Par je tam kupil vinograd in imel sina.
Njeno življenje se je naglo spremenilo, ko so jo med lovom leta 1953 Josepha ustrelili. Poročali so, da so ga ustrelili pripadniki francoskega ali belgijskega upora, ki so ga izsledili; vendar je Joseph živel dovolj dolgo, da je policijo obvestil, da ga je po naključju ustrelil njegov prijatelj. Josette se je po smrti vrnila v Bruselj. Na koncu je našla delo v studiu Hergé. V Bruslju je srečala karikaturista Josepha Loeckxa, poznanega tudi pod psevdonimom Jo-El Azara, ustvarjalca lika Taka Takata. Vse življenje je ostal njen sopotnik.

## Kariera
Hergé je prvotno risal stripe za Tintina v celoti črno-bele. Ko se je priljubljenost stripa povečevala, je najel koloriste, ki bodo delu dodali barvo. Josette so zaposlili leta 1953, na koncu pa je postala skupaj z Edgarjem Pierreom Jacobsom glavna koloristka Hergéja. Prišla je, ko so se končevala dela za zvezek Odprava na Luno (Objectif Lune). Hergé je bil na koncu zelo zadovoljen z izidom njenega barvanja.
Josette je razvila izrazit slog barvanja, ki je vključeval mešanje senčil v nasprotju s standardno uporabo močnih, kontrastnih barv. Svojo tehniko je še izpopolnila skozi prihajajoče Tintinove projekte, naslednji je bil Faraonove cigare (Les Cigares du Pharaon, 1955).
Kljub razlikam in pogostem prepiranju glede idej in načrtov, je Hergé občudoval in spoštoval Josette in ostala sta tesna prijatelja. Hergé je v svojem nedokončanem in zadnjem delu Tintin in Alph-Art narisal novega lika z imenom "Josette Laijot", lastnika galerije, ki temelji na Josette.
Umrla je 13. avgusta 2009. Za njo sta ostala Loeckx, skupaj s sinom Michelom.